# تاد هینز
تاد هِینز (انگلیسی: Todd Haynes؛ زادهٔ ۲ ژانویه ۱۹۶۱) فیلم‌ساز آمریکایی است. او با ساخت فیلم کوتاه بحث‌برانگیز سوپراستار: داستان کارن کارپنتر (۱۹۸۷) نگاه عموم را به خود جلب کرد. این اثر با گذشت زمان به فیلمی محبوب تبدیل شد. نخستین کارگردانی بلندش، سم (۱۹۹۱)، او را به شخصیتی در سینمای هنجارشکن تبدیل کرد. سم برنده جایزه بزرگ هیئت داوران جشنواره فیلم ساندنس شد و به‌عنوان اثری مهم در سینمای کوئیر نو شناخته می‌شود.
هینز برای دومین فیلم بلندش، ایمن (۱۹۹۵)، که شرح نمادینی از یک زن خانه‌دار مبتلا به حساسیت شیمیایی چندگانه است، مورد تحسین قرار گرفت. ایمن بعدها از سوی نظرسنجی سینمایی ویلج ویس به‌عنوان بهترین فیلم دههٔ ۱۹۹۰ برگزیده شد. فیلم بعدی او، معدن طلای مخملی (۱۹۹۸)، ادای احترامی به دوران گلم راک دههٔ ۱۹۷۰ است. این فیلم در جشنواره فیلم کن ۱۹۹۸ جایزه ویژه هیئت داوران را بابت بهترین مشارکت هنری دریافت کرد.
هینز با دور از بهشت (۲۰۰۲) تحسین و موفقیت جریان اصلی را به دست آورد و برای نخستین بار نامزد جایزه اسکار شد. او به کارگردانی فیلم‌های مورد ستایش منتقدان مانند من آنجا نیستم (۲۰۰۷)، کارول (۲۰۱۵)، شگفت‌زده (۲۰۱۷)، آب‌های تیره (۲۰۱۹)، و می دسامبر (۲۰۲۳) ادامه داد. او نخستین مستند بلند خود با نام ولوت آندرگراوند (۲۰۲۱) را نیز کارگردانی کرد. هاینز کارگردانی و نویسندگی مینی‌سریال میلدرد پیرس (۲۰۱۱) را بر عهده داشت که برای آن نامزد سه جایزه امی ساعات پربیننده شد.

## زندگی هنری
او اولین فیلم خود را در سال ۱۹۹۱ تحت عنوان «سم» کارگردانی کرد. بعد از ان فیلمهای «ایمن» و «معدن طلای مخملی» را کارگردانی کرد. در سال ۲۰۰۲ فیلم تحسین شدهٔ «دور از بهشت» با بازی «جولیان مور» را نویسندگی و کارگردانی کرد. این فیلم از سوی منتقدین بسیار مورد تحسین واقع شد و تاد هینز نیز توانست نامزد «جایزه گلدن گلوب بهترین فیلم‌نامه» و «جایزه اسکار بهترین فیلم‌نامه غیراقتباسی» شود. بعد از ان در سال ۲۰۰۷ فیلم «من آنجا نیستم» را با بازی «کیت بلانشت» و «کریستین بیل» و «هیث لجر» را ساخت. پس از ان در سال ۲۰۱۱ سریال کوتاه «میلدرد پیرس» با بازی «کیت وینسلت» و «گای پیرس» و «ایوان ریچل وود» را برای شبکهٔ «اچ‌بی‌او» تولید کرد. این سریال نیز مورد استقبال بسیاری قرار گرفت و توانست جوایزی از جشنواره‌های «اِمی» و «گلدن گلوب» بدست آورد.
تاد هینز بار دیگر در سال ۲۰۱۵ با فیلم «کارول» به سینما بازگشت. بازیگران اصلی این فیلم «کیت بلانشت» و «رونی مارا» بودند. این فیلم ابتدا در «جشنواره فیلم کن ۲۰۱۵» به نمایش درآمد و از سوی منتقدین بسیار ستوده شد.منتقدین کارگردانی هینز و نقش افرینی‌های بلانشت و مارا را به شدت تحسین کردند. همزمان با آغاز سال ۲۰۱۶ میلادی و آغاز فصل جوایز «کارول» بسیار خوش درخشید و نامزدی‌ها و جوایزهای سینمایی بسیاری بدست آورد. از جمله ۵ نامزدی در «گلدن گلوب» و ۹ نامزدی در «بفتا» و ۶ نامزدی در «اسکار» از دستاوردهای طلایی این فیلم بود. این فیلم توانست در بسیاری از حلقه‌های منتقدین بهترین فیلم سال لقب بگیرد و از ان به عنوان «شاهکار هنری سینمای آمریکا» یاد شود.

## سبک هنری
فیلمهای هِینز اغلب حول محور مسائل زنان و دغدغه‌ها و روزمرگی آنان می‌گردد به طوریکه فیلمهایش در به تصویر کشیدن دنیای زنان بسیار خوب عمل می‌کنند.

## زندگی شخصی
هینز آشکارا گی است و خود را بی‌دین توصیف می‌کند. او از سال ۲۰۰۲ در پورتلند، اورگن زندگی می‌کند.
کتابی از مصاحبه‌های شخصی تحت عنوان تاد هینز: مصاحبه‌ها در سال ۲۰۱۴ به چاپ رسید.

## فیلم‌شناسی

### فیلم‌های کوتاه
| سال  | عنوان                          | کارگردان | نویسنده | تهیه‌کننده | بازیگر | نقش                   |
| ---- | ------------------------------ | -------- | ------- | --------- | ------ | --------------------- |
| ۱۹۷۸ | خودکشی                         | آری      | آری     | نه        | نه     |                       |
| ۱۹۸۵ | آدم‌کش‌ها: فیلمی در باب رمبو     | آری      | آری     | نه        | آری    | خودش                  |
| ۱۹۸۷ | سوپراستار: داستان کارن کارپنتر | آری      | آری     | آری       | آری    | تاد دانوان، دیسک جوکی |
| ۱۹۸۹ | لا دیوینا                      | نه       | نه      | آری       | نه     |                       |
| ۱۹۸۹ | او یک‌مرتبه بود                 | نه       | نه      | آری       | آری    | رندی                  |

### فیلم‌های بلند
| سال  | عنوان           | کارگردان | نویسنده | تهیه‌کننده |
| ---- | --------------- | -------- | ------- | --------- |
| ۱۹۹۱ | سم              | آری      | آری     | نه        |
| ۱۹۹۵ | ایمن            | آری      | آری     | نه        |
| ۱۹۹۸ | معدن طلای مخملی | آری      | آری     | نه        |
| ۲۰۰۲ | دور از بهشت     | آری      | آری     | نه        |
| ۲۰۰۷ | من آنجا نیستم   | آری      | آری     | نه        |
| ۲۰۱۵ | کارول           | آری      | نه      | نه        |
| ۲۰۱۷ | شگفت‌زده         | آری      | نه      | نه        |
| ۲۰۱۹ | آب‌های تیره      | آری      | نه      | نه        |
| ۲۰۲۱ | ولوت آندرگراوند | آری      | آری     | آری       |
| ۲۰۲۳ | می دسامبر       | آری      | نه      | نه        |

تهیه‌کننده اجرایی
- کویینسس (۲۰۰۶)
- لذت قدیمی (۲۰۰۶)
- وندی و لوسی (۲۰۰۸)
- میان‌بر میک (۲۰۱۰)
- بوی (۲۰۱۲)
- حرکات شبانه (۲۰۱۳)
- برخی زنان (۲۰۱۶)

### تلویزیون
| سال  | عنوان             | کارگردان | نویسنده | تهیه‌کننده اجرایی | توضیحات                       |
| ---- | ----------------- | -------- | ------- | ---------------- | ----------------------------- |
| ۱۹۹۳ | داتی کتک می‌خورد   | آری      | آری     | نه               | کوتاه تلویزیونی               |
| ۲۰۱۱ | میلدرد پیرس       | آری      | آری     | آری              | مینی‌سریال                     |
| ۲۰۱۳ | روشنیده           | آری      | نه      | نه               | قسمت: «تمام چیزی که می‌خواستم» |
| ۲۰۱۳ | سیکس بای ساندهایم | آری      | نه      | نه               | قسمت: «من هنوز اینجام»        |

### آگهی تبلیغاتی
| سال  | عنوان             | موضوع              |
| ---- | ----------------- | ------------------ |
| ۲۰۰۸ | «خوبی را سهیم کن» | هاینکن پرمیوم لایت |

## افتخارات

### جوایز اسکار
| سال  | دسته‌بندی                   | اثر         | نتیجه    | منا. |
| ---- | -------------------------- | ----------- | -------- | ---- |
| ۲۰۰۲ | بهترین فیلم‌نامه غیراقتباسی | دور از بهشت | نامزدشده |      |

### جوایز فیلم بفتا
| سال  | دسته‌بندی                     | اثر   | نتیجه    | منا.   |
| ---- | ---------------------------- | ----- | -------- | ------ |
| ۲۰۱۵ | جایزه بفتای بهترین کارگردانی | کارول | نامزدشده | [ ۱۶ ] |

### جوایز گلدن گلوب
| سال  | دسته‌بندی         | اثر         | نتیجه    | منا.   |
| ---- | ---------------- | ----------- | -------- | ------ |
| ۲۰۰۲ | بهترین فیلم‌نامه  | دور از بهشت | نامزدشده | [ ۱۷ ] |
| ۲۰۱۵ | بهترین کارگردانی | کارول       | نامزدشده |        |